# Mikhaïl Matiouchine
Mikhaïl Vassilievitch Matiouchine (en russe : Михаил Васильевич Матюшин, ISO 9 : Mihail Vasil'evič Matûšin) est un peintre russe né en 1861 à Nijni Novgorod et mort le 14 octobre 1934 à Léningrad. 

## Biographie
Musicien de formation — il est violoniste à l’Orchestre Impérial de Saint-Pétersbourg pendant plus de trente ans de 1882 à 1913 —  Matiouchine ne s’initie aux techniques des arts plastiques  que sur le tard, entre 1894 et 1905.
En 1910, il fonde avec sa femme la poète Elena Gouro à Saint-Pétersbourg l’association de peintres Union de la Jeunesse. Il rencontre Kasimir Malevitch en 1912 comme les « Futuraslaves » Vladimir Maïakovski et Alexeï Kroutchenykh. Il est l’auteur de la musique de la pièce avant-gardiste Victoire sur le soleil. 
Matiouchine a créé une théorie de la « vision élargie », décrivant l’évolution du regard humain à travers les époques. Il a écrit de nombreux articles sur la quatrième dimension et tire une partie de son inspiration théorique des considérations du mathématicien ésotérique Piotr Ouspenski. Il crée un groupe de travail le zorved, « voir-savoir » et cherche à vérifier sa théorie dans les ateliers expérimentaux d’enseignement d’art plastique, les Svomas, et plus tard à l’Inkhouk de Pétrograd.

## Opéra
- La Victoire sur le soleil : opéra futuriste russe, livret de A. Kroutchonukh, prologue de M. Matiouchine, décors et costumes de K. Malevitch (livret : traduction, notes et postface de Jean-Claude Marcadé et Valentine Marcadé), l'Âge d'homme, 1976, 98 p. (BNF 34604570).